# Station Odolanów
Station Odolanów is een spoorwegstation in de Poolse plaats Odolanów.